# Tuffi ai Giochi panamericani
I tuffi sono uno sport presente ai Giochi panamericani presente sin dalla prima edizione del 1951. Dall'edizione del 2003, che si svolse a Santo Domingo furono introdotte anche le gare di tuffi sincronizzati maschili e femminili.

## Eventi
| Argentina                  | Messico | USA  | Brasile | Canada | Colombia | Messico | Porto Rico | Venezuela | USA  | Cuba | Argentina | Canada | Repubblica Dominicana | Brasile | Messico | Canada | Peru |    |    |  |  |  |  |  |  |  |  |
| 1951                       | 1955    | 1959 | 1963    | 1967   | 1971     | 1975    | 1979       | 1983      | 1987 | 1991 | 1995      | 1999   | 2003                  | 2007    | 2011    | 2015   | 2019 |    |    |  |  |  |  |  |  |  |  |
| Trampolino 1 m maschile    |         |      |         |        |          |         |            |           |      |      | •         | •      |                       |         |         |        |      | •  | 3  |  |  |  |  |  |  |  |  |
| Trampolino 1 m femminile   |         |      |         |        |          |         |            |           |      |      | •         | •      |                       |         |         |        |      | •  | 3  |  |  |  |  |  |  |  |  |
| Trampolino 3 m maschile    | •       | •    | •       | •      | •        | •       | •          | •         | •    | •    | •         | •      | •                     | •       | •       | •      | •    | •  | 18 |  |  |  |  |  |  |  |  |
| Trampolino 3 m femminile   | •       | •    | •       | •      | •        | •       | •          | •         | •    | •    | •         | •      | •                     | •       | •       | •      | •    | •  | 18 |  |  |  |  |  |  |  |  |
| Piattaforma 10 m maschile  | •       | •    | •       | •      | •        | •       | •          | •         | •    | •    | •         | •      | •                     | •       | •       | •      | •    | •  | 18 |  |  |  |  |  |  |  |  |
| Piattaforma 10 m femminile | •       | •    | •       | •      | •        | •       | •          | •         | •    | •    | •         | •      | •                     | •       | •       | •      | •    | •  | 18 |  |  |  |  |  |  |  |  |
| Sincro 3 m maschile        |         |      |         |        |          |         |            |           |      |      |           |        |                       | •       | •       | •      | •    | •  | 5  |  |  |  |  |  |  |  |  |
| Sincro 3 m femminile       |         |      |         |        |          |         |            |           |      |      |           |        |                       | •       | •       | •      | •    | •  | 5  |  |  |  |  |  |  |  |  |
| Sincro 10 m maschile       |         |      |         |        |          |         |            |           |      |      |           |        |                       | •       | •       | •      | •    | •  | 5  |  |  |  |  |  |  |  |  |
| Sincro 10 m femminile      |         |      |         |        |          |         |            |           |      |      |           |        |                       | •       | •       | •      | •    | •  | 5  |  |  |  |  |  |  |  |  |
|                            |         |      |         |        |          |         |            |           |      |      |           |        |                       |         |         |        |      |    |    |  |  |  |  |  |  |  |  |
| Totale eventi              | 4       | 4    | 4       | 4      | 4        | 4       | 4          | 4         | 4    | 4    | 6         | 6      | 4                     | 8       | 8       | 8      | 8    | 10 |    |  |  |  |  |  |  |  |  |

## Podi

### Uomini

#### Trampolino 1m
| Edizione | Città         | Oro                | Argento            | Bronzo            |
| -------- | ------------- | ------------------ | ------------------ | ----------------- |
| 1991     | L'Avana       | Mark Lenzi         | Abel Ramírez       | Jorge Mondragón   |
| 1995     | Mar del Plata | Dean Panaro        | Fernando Platas    | Abel Ramírez      |
| 2019     | Lima          | Juan Manuel Celaya | Yona Knight-Wisdom | Andrew Capobianco |

#### Trampolino 3m
| Edizione | Città             | Oro                    | Argento            | Bronzo          |
| -------- | ----------------- | ---------------------- | ------------------ | --------------- |
| 1951     | Buenos Aires      | Joaquín Capilla        | Miller Anderson    | Samuel Lee      |
| 1955     | Città del Messico | Joaquín Capilla        | Arthur Coffey      | Bob Clotworthy  |
| 1959     | Chicago           | Gary Tobian            | Sam Hall           | Robert Webster  |
| 1963     | San Paolo         | Thomas Dinsley         | Richard Gilbert    | Ken Sitzberger  |
| 1967     | Winnipeg          | Bernie Wrightson       | Keith Russell      | Raul Escobar    |
| 1971     | Cali              | Mike Finneran          | Craig Lincoln      | José Robinson   |
| 1975     | Città del Messico | Tim Moore              | Phil Boggs         | Carlos Girón    |
| 1979     | San Juan          | Greg Louganis          | Phil Boggs         | Carlos Girón    |
| 1983     | Caracas           | Greg Louganis          | Abel Ramírez       | David Burgering |
| 1987     | Indianapolis      | Greg Louganis          | Doug Shaffer       | José Roche      |
| 1991     | L'Avana           | Kent Ferguson          | Mark Bradshaw      | Jorge Mondragón |
| 1995     | Mar del Plata     | Fernando Platas        | Mark Bradshaw      | David Bedard    |
| 1999     | Winnipeg          | Mark Ruiz              | Fernando Platas    | Troy Dumais     |
| 2003     | Santo Domingo     | Alexandre Despatie     | Fernando Platas    | Troy Dumais     |
| 2007     | Rio de Janeiro    | Alexandre Despatie     | César Castro       | Troy Dumais     |
| 2011     | Guadalajara       | Yahel Castillo         | Julian Sánchez     | César Castro    |
| 2015     | Toronto           | Rommel Pacheco         | Jahir Ocampo       | Philippe Gagné  |
| 2019     | Lima              | Daniel Restrepo García | Juan Manuel Celaya | Philippe Gagné  |

#### Trampolino 3m sincronizzati
| Edizione | Città          | Oro                                        | Argento                                     | Bronzo                                      |
| -------- | -------------- | ------------------------------------------ | ------------------------------------------- | ------------------------------------------- |
| 2003     | Santo Domingo  | Canada Alexandre Despatie Philippe Comtois | Cuba Erick Fornaris Jorge Betancourt        | Stati Uniti Troy Dumais Justin Dumais       |
| 2007     | Rio de Janeiro | Stati Uniti Troy Dumais Mitch Richeson     | Cuba Erick Fornaris Jorge Betancourt        | Canada Alexandre Despatie Arturo Miranda    |
| 2011     | Guadalajara    | Messico Yahel Castillo Julián Sánchez      | Stati Uniti Troy Dumais Kristian Ipsen      | Cuba René Hernandéz Jorge Pupo              |
| 2015     | Toronto        | Messico Rommel Pacheco Jahir Ocampo        | Canada Philippe Gagné François Imbeau-Dulac | Stati Uniti Cory Bowersox Zachary Nees      |
| 2019     | Lima           | Messico Yahel Castillo Juan Manuel Celaya  | Canada Philippe Gagné François Imbeau-Dulac | Stati Uniti Michael Hixon Andrew Capobianco |

#### Piattaforma 10m
| Edizione | Città             | Oro                | Argento        | Bronzo             |
| -------- | ----------------- | ------------------ | -------------- | ------------------ |
| 1951     | Buenos Aires      | Joaquín Capilla    | Samuel Lee     | Miller Anderson    |
| 1955     | Città del Messico | Joaquín Capilla    | Bob Clotworthy | Gary Tobian        |
| 1959     | Chicago           | Álvaro Gaxiola     | Donald Harper  | Juan Botella       |
| 1963     | San Paolo         | Bob Webster        | Álvaro Gaxiola | Ricardo Capilla    |
| 1967     | Winnipeg          | Edwin Young        | Luis de Rivera | Diego Henao        |
| 1971     | Cali              | Richard Earley     | Richard Rydze  | Diego Henao        |
| 1975     | Città del Messico | Carlos Girón       | Tim Moore      | Kent Vosler        |
| 1979     | San Juan          | Greg Louganis      | Carlos Girón   | Phil Boggs         |
| 1983     | Caracas           | Greg Louganis      | Bruce Kimball  | Ricardo Banuelos   |
| 1987     | Indianapolis      | Greg Louganis      | Matt Scoggin   | David Bedard       |
| 1991     | L'Avana           | Roger Ramírez      | Jesús Mena     | Patrick Jeffrey    |
| 1995     | Mar del Plata     | Fernando Platas    | Juan Acosta    | Patrick Jeffrey    |
| 1999     | Winnipeg          | Fernando Platas    | José Guerra    | Eduardo Rueda      |
| 2003     | Santo Domingo     | Rommel Pacheco     | Cassius Duran  | Alexandre Despatie |
| 2007     | Rio de Janeiro    | José Guerra        | Rommel Pacheco | Alexandre Despatie |
| 2011     | Guadalajara       | Iván García        | Rommel Pacheco | Sebastián Villa    |
| 2015     | Toronto           | Iván García        | Víctor Ortega  | Jonathan Ruvalcaba |
| 2019     | Lima              | Kevin Berlín Reyes | Iván García    | Vincent Riendeau   |

#### Piattaforma 10m sincronizzati
| Edizione | Città          | Oro                                        | Argento                                       | Bronzo                                               |
| -------- | -------------- | ------------------------------------------ | --------------------------------------------- | ---------------------------------------------------- |
| 2003     | Santo Domingo  | Canada Alexandre Despatie Philippe Comtois | Messico Fernando Platas Rommel Pacheco        | Stati Uniti Kyle Prandi Mark Ruiz                    |
| 2007     | Rio de Janeiro | Stati Uniti David Boudia Thomas Finchum    | Cuba Erick Fornaris José Guerra               | Colombia Juan Uran Víctor Ortega                     |
| 2011     | Guadalajara    | Messico Iván García Germán Sánchez         | Cuba Jeinkler Aguirre José Guerra             | Canada Kevin Geyson Eric Shen                        |
| 2015     | Toronto        | Cuba Jeinkler Aguirre José Guerra          | Canada Philippe Gagné Vincent Riendeau        | Colombia Víctor Ortega Juan Guillermo Rios           |
| 2019     | Lima           | Messico Iván García Kevin Berlín Reyes     | Canada Vincent Riendeau Nathan Zsombor-Murray | Brasile Isaac de Souza Filho Kawan Figueredo Pereira |

### Donne

#### Trampolino 1m
| Edizione | Città         | Oro            | Argento         | Bronzo          |
| -------- | ------------- | -------------- | --------------- | --------------- |
| 1991     | L'Avana       | Jill Schlabach | Alison Malsch   | Mayte Garbey    |
| 1995     | Mar del Plata | Mayte Garbey   | Annie Pelletier | Catherine Zarse |
| 2019     | Lima          | Sarah Bacon    | Brooke Schultz  | Paola Espinosa  |

#### Trampolino 3m
| Edizione | Città             | Oro                  | Argento              | Bronzo              |
| -------- | ----------------- | -------------------- | -------------------- | ------------------- |
| 1951     | Buenos Aires      | Mary Cunningham      | Pat McCormick        | Dolores Castillo    |
| 1955     | Città del Messico | Pat McCormick        | Jeanne Stunyo        | Emily Houghton      |
| 1959     | Chicago           | Paula Myers-Pope     | Jean Lenzi           | Barbara Sue Gilders |
| 1963     | San Paolo         | Barbara McAlister    | Judy Stewart         | Patsy Willard       |
| 1967     | Winnipeg          | Sue Gossick          | Micki King           | Kathy McDonald      |
| 1971     | Cali              | Elizabeth Carruthers | Micki King           | Beverly Boys        |
| 1975     | Città del Messico | Jennifer Chandler    | Elizabeth Carruthers | Cynthia McIngvale   |
| 1979     | San Juan          | Denise Christensen   | Janet Thorburn       | Janet Nutter        |
| 1983     | Caracas           | Kelly McCormick      | Wendy Wyland         | Sylvie Bernier      |
| 1987     | Indianapolis      | Kelly McCormick      | Megan Neyer          | Debbie Fuller       |
| 1991     | L'Avana           | Karen LaFace         | Paige Gordon         | Mayte Garbey        |
| 1995     | Mar del Plata     | Annie Pelletier      | Melisa Moses         | Bobbi McPherson     |
| 1999     | Winnipeg          | Eryn Bulmer          | Jenny Lingamfelter   | Blythe Hartley      |
| 2003     | Santo Domingo     | Blythe Hartley       | Émilie Heymans       | Juliana Veloso      |
| 2007     | Rio de Janeiro    | Paola Espinosa       | Laura Sánchez        | Kelci Bryant        |
| 2011     | Guadalajara       | Laura Sánchez        | Cassidy Krug         | Paola Espinosa      |
| 2015     | Toronto           | Jennifer Abel        | Pamela Ware          | Dolores Hernández   |
| 2019     | Lima              | Jennifer Abel        | Dolores Hernández    | Brooke Schultz      |

#### Trampolino 3m sincronizzato
| Edizione | Città          | Oro                                       | Argento                                    | Bronzo                                          |
| -------- | -------------- | ----------------------------------------- | ------------------------------------------ | ----------------------------------------------- |
| 2003     | Santo Domingo  | Canada Émilie Heymans Blythe Hartley      | Messico Laura Sánchez Soto Paola Espinosa  | Stati Uniti Sara Hildebrand Cassandra Cardinell |
| 2007     | Rio de Janeiro | Messico Laura Sánchez Soto Paola Espinosa | Stati Uniti Ariel Rittenhouse Kelci Bryant | Canada Meaghan Benfeito Kelly MacDonald         |
| 2011     | Guadalajara    | Messico Laura Sánchez Soto Paola Espinosa | Canada Jennifer Abel Émilie Heymans        | Stati Uniti Cassidy Krug Kassidy Cook           |
| 2015     | Toronto        | Messico Paola Espinosa Dolores Hernández  | Canada Jennifer Abel Pamela Ware           | Stati Uniti Deidre Freeman Maren Taylor         |
| 2019     | Lima           | Canada Jennifer Abel Pamela Ware          | Stati Uniti Brooke Schultz Sarah Bacon     | Messico Paola Espinosa Dolores Hernández        |

#### Piattaforma 10m
| Edizione | Città             | Oro               | Argento           | Bronzo            |
| -------- | ----------------- | ----------------- | ----------------- | ----------------- |
| 1951     | Buenos Aires      | Pat McCormick     | Carlota Ríos      | Mary Cunningham   |
| 1955     | Città del Messico | Pat McCormick     | Juno Stover-Irwin | Margarita Pesado  |
| 1959     | Chicago           | Paula Myers-Pope  | Juno Stover-Irwin | Tahiea Sparling   |
| 1963     | San Paolo         | Linda Cooper      | Nancy Poulsen     | María Adames      |
| 1967     | Winnipeg          | Lesley Bush       | Beverly Boys      | Ann Paterson      |
| 1971     | Cali              | Nancy Robertson   | Beverly Boys      | Deborah Lipman    |
| 1975     | Città del Messico | Janet Nutter      | Janet Ely         | Linda Cuthbert    |
| 1979     | San Juan          | Barbara Weinstein | Janet Thorburn    | Linda Cuthbert    |
| 1983     | Caracas           | Wendy Wyland      | Veronica Ribot    | Guadalupe Canseco |
| 1987     | Indianapolis      | Michele Mitchell  | Wendy Fuller      | Veronica Ribot    |
| 1991     | L'Avana           | Eileen Richetelli | Alison Malsch     | María Carmuza     |
| 1995     | Mar del Plata     | Anne Montminy     | Angela Trostel    | Rebecca Ruehl     |
| 1999     | Winnipeg          | Émilie Heymans    | Blythe Hartley    | María Alcalá      |
| 2003     | Santo Domingo     | Émilie Heymans    | Juliana Veloso    | Blythe Hartley    |
| 2007     | Rio de Janeiro    | Paola Espinosa    | Haley Ishimatsu   | Juliana Veloso    |
| 2011     | Guadalajara       | Paola Espinosa    | Tatiana Ortiz     | Meaghan Benfeito  |
| 2015     | Toronto           | Paola Espinosa    | Roseline Filion   | Meaghan Benfeito  |
| 2019     | Lima              | Meaghan Benfeito  | Caeli McKay       | Alejandra Orozco  |

#### Piattaforma 10m sincronizzati
| Edizione | Città          | Oro                                     | Argento                                     | Bronzo                                          |
| -------- | -------------- | --------------------------------------- | ------------------------------------------- | ----------------------------------------------- |
| 2003     | Santo Domingo  | Canada Émilie Heymans Marie-Ève Marleau | Messico Laura Sánchez Soto Paola Espinosa   | Cuba Iohana Cruz Yolanda Ortíz                  |
| 2007     | Rio de Janeiro | Canada Émilie Heymans Marie-Ève Marleau | Messico Tatiana Ortiz Paola Espinosa        | Stati Uniti Haley Ishimatsu Mary Beth Dunnichay |
| 2011     | Guadalajara    | Messico Tatiana Ortiz Paola Espinosa    | Canada Meaghan Benfeito Roseline Filion     | Cuba Yaima Rosario Mena Anna Rivera             |
| 2015     | Toronto        | Canada Meaghan Benfeito Roseline Filion | Brasile Ingrid de Oliveira Giovanna Pedroso | Messico Paola Espinosa Alejandra Orozco         |
| 2019     | Lima           | Canada Meaghan Benfeito Caeli McKay     | Messico Alejandra Orozco Gabriela Agúndez   | Stati Uniti Amy Cozad Delaney Schnell           |

## Medagliere
- Aggiornato al 2019

| Pos.   | Paese       | Oro | Argento | Bronzo | Totale |
| ------ | ----------- | --- | ------- | ------ | ------ |
| 1      | Stati Uniti | 40  | 42      | 38     | 120    |
| 2      | Messico     | 30  | 23      | 21     | 74     |
| 3      | Canada      | 23  | 19      | 21     | 63     |
| 4      | Cuba        | 4   | 7       | 7      | 18     |
| 5      | Colombia    | 1   | 1       | 6      | 8      |
| 6      | Brasile     | -   | 4       | 4      | 8      |
| 7      | Argentina   | -   | 1       | 1      | 2      |
| 8      | Giamaica    | -   | 1       | -      | 1      |
| TOTALE | TOTALE      | 98  | 98      | 98     | 294    |